# Centaurea ermenekensis
Centaurea ermenekensis — вид рослин роду волошка (Centaurea), з родини айстрових (Asteraceae).

## Біоморфологічна характеристика
Багаторічна трава 5.5–11 см; столони присутні. Стебло лежаче рідко висхідне, запушене, розгалужене у верхній частині. Листки гетероморфні: розеткові листки ліроподібні з 4–6 бічними сегментами, іноді ланцетні, 2.5–6.9 × 0.9–1.5 см; стеблові листки запушені, тупі, зворотно-ланцетні, 2–2.5 × 0.5–0.8 см. Квіткових голів 1–4. Чашечка квіткової голови від майже циліндричної до яйцюватої, 12–14 × 5–7 мм. Квіточки одноколірні й пурпурові або рожево-пурпурові, крайові — стерильні, 18–20 мм; центральні — гермафродитні, 12–13 мм, з 5 частками 5–6 мм завдовжки. Сім'янка 3.6–4.3 × 1.6–2.1 мм, яйцювато-довгаста, стиснута. Папуси кремово-коричневі, зовнішні — 1.6–2.4 мм, а внутрішні — 0.8–1.2 мм.

## Середовище проживання
Ендемік Туреччини. Зростає у степах.